# Michał Jan Borch
Michał Jan Borch herbu Borch (niem. Michael von der Borch-Lubeschütz, ros. Михаил Иванович Борх), ps. i krypt.: L’auteur de la Minéralogie, Michał B., M... B..., M. B. A. (ur. 30 czerwca 1753 w Warklanach, zm. 10 stycznia 1811 tamże, Inflanty) – hrabia, poeta, dramatopisarz, tłumacz, mineralog, bibliofil, przyrodnik.

## Życiorys
Pochodził ze spolszczonej rodziny westfalskiej osiadłej w Inflantach. Syn Jana Andrzeja (podkanclerzego wielkiego koronnego, później kanclerza, właściciela dóbr warklańskich w Inflantach Polskich) i Ludwiki z Zyberków.
Otrzymał wychowanie francuskie, uczył się w Collegium Nobilium i stosunkowo wcześnie wstąpił na służbę wojskową. W 1771 roku został kapitanem litewskiej gwardii piechoty. Starosta lucyński od 1772, w latach 1781–1787 oboźny wielki litewski, od 17 marca 1783 hrabia cesarstwa, poseł na sejm 1786, od 1778 generał lejtnant wojsk koronnych, w latach 1787–1791 piastował urząd wojewody bełskiego, wolnomularz. Był członkiem konfederacji Sejmu Czteroletniego w 1789.
Działalność naukową rozpoczął już w młodości, przy czym jej szczyt przypadł na lata 1774–1778. Już wtedy interesował się geologią. Uznawany jest za twórcę podstaw nowej gałęzi geochemii – geobiochemii; w rodzinnych dobrach Warklany rozbudował bibliotekę. Interesował się nie tylko nauką, ale i literaturą piękną, czego przykładem była napisana przez niego tragedia, pt. Wiktor Amadeusz.
W latach 1776–1777 podróżował do Włoch, odwiedził Sycylię i (jako rycerz maltański) Maltę.
W 1780 odznaczony Orderem Świętego Stanisława, a w 1789 Orderem Orła Białego, Kawaler Maltański zaszczycony Krzyżem Dewocji, od 1786 dziedziczny komandor devotionis tego zakonu.
Z hrabianką Eleonorą Krystyną z Braunów miał trzech synów Karola Jerzego, Aleksandra Antoniego i Józefa Kazimierza oraz cztery córki.

## Twórczość

### Ważniejsze dzieła
- Ode... pour la séance publique du premier d’Avril de la conversation galante de Monsieur le prince di Campofranco..., Palermo 1777 (tytuł i tekst franc. i przekł. włoski); wyd. następne: Warszawa brak roku wydania; przekł. włoski: A.A. Gentile, wyd. razem z tekstem franc., Palermo 1777
- Lettres sur la Sicile et sur l'île de Malthe... écrites en 1777. Pour servir de supplément au voyage en Sicile et à Malthe de Monsieur Brydonne, t. 1-2, Turyn 1782; przekł. niemiecki: F. A.C. Werthes, Bern 1785; przekł. polski: Michał Jan Borch, Listy o Sycylii i Malcie, przeł., oprac. i wstęp A. Szatyńska-Siemion, I.Z. Siemion, Warszawa 2015
- Lythologie sicilienne ou Catalogue raisonné de toutes les pierres de la Sicile propres à embellir le cabinet d’un amateur, Neapol 1777
- Lythologie sicilienne, en connaissance de la nature des pierres de la Sicile, suivie d’un discours sur la Catcara de Palerme, Rzym 1778 (dedykowane papieżowi Piusowi VI)
- Minéralogie sicilienne docimastique et métallurgique ou Connaissance de tous les minéraux que produit l'île de Sicile, avec les détails des mines et des carrières et l’histoire des travaux anciens et actuels de ce pays. Suivie de la minér-hydrologie sicilienne, ou la description de toutes les eaux minérales de la Sicile, Turyn 1780
- Lettres sur les truffes du Piémont, écrites en 1780, Mediolan 1780
- „Głos JW Imci Pana... oboźnego WXLiit. jako posła z Ksiestwa Inflanckiego w izbie poselskiej w dniu 28 octobra a. 1786 miany”, brak miejsca wydania (1786)
- Victor Amédée. Tragédie en 5 actes et en vers, par l’auteur de la Minéralogie sicilienne, Warszawa 1789
- La Stanislaĭde ou l’Heureuse délivrance de Stanislas II roi de Pologne. Poème, Warszawa 1791 (dedykowane Stanisławowi Augustowi)
- Histoire de la vie de George de Browne, comte de Saint-Empire, gouverneur général de Livonie et d’Esthonie, Ryga 1794 (autorstwo błędnie przypisywane również hr. O. E. Medemowi), przekł. niemiecki: L. Schubert Leben des Reichsgrafen Georg v. Browne, General-Gouverneur von Liefland und Esthland. Aus dem Französischen, mit einer Vorrede, Ryga 1795
- Jardin sentimental du château de Warkland dans le Comté de Borch en Russie Blanche (Warszawa) 1795
- La Fidélité récompensée, Rzym brak roku wydania
- Vers françois pour l’académie des pasteurs hereniens, Palermo (tytuł i tekst franc. i przekł. włoski); wyd. następne: Warszawa brak roku wydania; przekł. włoski: S. Crescimanno, wyd. razem z tekstem franc., Palermo; wyd. następne: Warszawa brak roku wydania
- drobne wiersze franc. Borcha ogł. Journal Polonais (1770, zeszyt: 2-3).

### Przekłady
- M. Ch. Wieland: Obéron. Poème en 12 chants, traduit de l’allemand, Bazyleja 1798.

### Prace edytorskie
- G. Forsyth: Uwagi nad chorobami, wadami i uszkodzeniami wszelkiego gatunku drzew owocowych i do budowy zdatnych,z sposobem ich leczenia. Odkrytym i używanym przez Gwilhelma Forsyth, ogrodnika króla Imci angielskiego w Kensington, Warszawa 1791.

### Listy
- Wyjątki listów do Stanisława Augusta, ogł. B. Zaleski: „Korespondencja krajowa Stanisława Augusta z l. 1784-1792”, Rocznik Towarzystwa Historyczno-Literackiego w Paryżu. Rok 1870-1872, Poznań 1872 i odb.
- Autografy kilkuset listów w Bibliotece Czartoryskich, sygn.: 655, 696-697, 722
- Prośba o dymisję do Stanisława Augusta z roku 1791, rękopis: Biblioteka Jagiellońska, sygn. 6147/I.

## Upamiętnienie
Na jego cześć nazwano gatunek grzyba – truflę Borcha (Tuber borchii).